# Esterilidad
La esterilidad es una anomalía que impide la reproducción de un organismo vivo, debido a alteraciones de la estructura o del funcionamiento de sus órganos sexuales o a que sus gametos son defectuosos. Las causas de la esterilidad son muy diversas y varían en función del sexo. 
Estas causas se deben en un 65% de los casos a causas femeninas, otro 25% de las veces a causas masculinas, un 10% de las veces a causas que no son ni masculinas ni femeninas sino que son combinadas cuando se pone en contacto el semen masculino con el moco cervical femenino, es lo que llamamos incompatibilidad moco-semen. Por último existe un 15% de casos en los cuales aparece una esterilidad y no se descubre una causa etiológica y es lo que llamamos Esterilidad sin Causa Aparente, conocida por la sigla ESCA. Sin embargo algo que ocurre frecuentemente es que exista más de una causa que desemboca en la esterilidad y se suman más de una causa femenina asociada a una masculina, en lo referente a la mujer, las causas pueden ser la falta de ovulación por cuestiones hormonales, malformaciones en los órganos sexuales, radiaciones nocivas, las secuelas de enfermedades tales como la tuberculosis o la gonococia y la existencia de quistes, fibromas o pólipos. Los factores tóxicos que ocasionan disrupción hormonal reciben poca atención pero tienen una relevancia creciente, desde los presentes en el ámbito doméstico hasta el laboral y medio ambiente general. Otra causa importante de infertilidad femenina es el peso de la mujer. Tienen menos posibilidades de concebir tanto las mujeres con un índice de masa corporal superior a 29 (sobrepeso, cercano a obesidad leve) como las que tienen un índice de masa corporal inferior a 19 (cercano a desnutrición o problema de salud).
En cuanto al hombre, una de las causas frecuentes es de origen genético: si se produce una trisomía en algún par de genes del ADN, ésta se manifiesta con efectos generalmente desfavorables, como pueden ser el síndrome de Klinefelter. La esterilidad es, por ejemplo, una de las manifestaciones de este último síndrome. Otras causas pueden ser la producción de una cantidad de semen por debajo de lo necesario para fecundar el óvulo, la movilidad defectuosa de los espermatozoides aunque su número sea adecuado, la obstrucción de los conductos por los que transitan, la disfunción eréctil, secuelas de enfermedades como las parotiditis, o fiebre urliana, varicocele, radiaciones nocivas (ionizantes y no ionizantes), el cafeísmo y el alcoholismo.

## Tipos de esterilidad
Según la Sociedad Europea de Reproducción Humana y Embriología (ESHRE, por sus siglas en inglés) la esterilidad o incapacidad de embarazo de una pareja tras un año expuestos al coito puede ser de dos tipos:
- Esterilidad primaria: La pareja nunca ha conseguido un embarazo de las maneras naturales.
- Esterilidad secundaria: Tras un primer embarazo, la pareja no consigue  tener otro  embarazo.  Tienen que transcurrir al menos doce meses desde el embarazo para  que se considere esterilidad secundaria.

Por otro lado la ESHRE engloba otras  definiciones más relacionadas con la esterilidad. Se resumen en las siguientes:
- Fertilidad: capacidad de quedarse embarazada tras haber practicado el coito de manera regular durante el periodo de un año.
- Infertilidad: puede definirse como la incapacidad de quedarse embarazada tras haber practicado el coito de manera regular durante el periodo de un año.
- Fecundabilidad: probabilidad de quedarse embarazada durante un ciclo menstrual.
- Fecundidad: probabilidad, dentro de un ciclo menstrual con exposición regular al coito, de que el feto esté vivo y sea de condición viable.
- Sub fertilidad: capacidad de quedarse embarazada sin ninguna ayuda médica, habiendo practicado el coito de manera regular durante más de un año.

Es importante no confundir los términos de "infertilidad" y "esterilidad": la infertilidad hace referencia a la imposibilidad de terminar la gestación de forma satisfactoria, mientras que la esterilidad se refiere a la incapacidad de concebir; es decir, hace referencia a una fase mucho más inicial dentro de la reproducción. 

## Diagnóstico
Para establecer un diagnóstico el especialista seguirá un procedimiento que comprende distintas etapas.
- Anamnesis: interrogatorio acerca de datos generales de salud, antecedentes médicos, etc.
- Exploración física: inspección y examen de la pareja, del cuerpo en general y del aparato genital en particular.
- Pruebas diagnósticas: en el varón se comenzará con el seminograma. En la mujer se realizarán: analítica general, estudio citológico, cultivo cervicovaginal, temperatura basal durante tres meses, analítica hormonal, biopsia endometrial, ecografía ginecológica, HSG (histerosalpingografía), test poscoital. La HSG o histerosalpingografía consiste en obtener radiografías con contraste del interior de la matriz y de las trompas. En el test postcoital se valora el comportamiento de los sufren alteraciones en una región del sistema nervioso central, en la base del cerebro, llamada hipotálamo. Esta zona, mediante su influencia sobre la glándula hipófisis, determina la cantidad y calidad de un gran número de secreciones hormonales que se pueden ver influidas negativamente si el hipotálamo falla. Las mujeres con serios problemas de peso presentan también alteraciones del hipotálamo. Una de las consecuencias es la anovulación, o sea, la falta de producción de óvulos por parte del ovario. El tratamiento consiste en dar aquellas hormonas que faltan (infusión de LH-RH de forma cíclica, inyecciones de gonadotrofinas como la FSH, HMG, HCG).

Es necesario aclarar los intervalos de tiempo en cuanto a fertilidad/infertilidad. Cuando una pareja lleva practicando el coito de manera regular y sin ningún tipo de protección durante un periodo superior a un año sin éxito de embarazo, se recomienda que dicha pareja inicie un estudio de fertilidad/infertilidad. Sin embargo, cuando se dan causas relacionadas con una posible infertilidad tales como la edad (mayor de 35 años en mujeres), desviaciones del IMC normal (obesidad o bajo peso) que puedan influir a su vez en los ciclos menstruales normales, historial de enfermedades pélvicas o testicular, entre otros, se recomienda que el estudio comience a los 6 meses de exposición regular al coito sin protección, sin obtener ningún resultado exitoso.

## Causas

### Esterilidad femenina
Los trastornos ovulatorios son la primera causa ya que suponen de un 15 a un 25% de las causas de esterilidad. En mujeres de más de 35 años se estudiará la reserva ovárica. Es importante la determinación basal de FSH y estradiol en el tercer día del ciclo (tras la regla). Si la FSH está por encima de un determinado valor quiere decir que hay un desarrollo folicular acelerado y habrá un mal pronóstico.
Podemos establecer varios grupos dentro de los trastornos ovulatorios:
- Grupo 1: en este grupo encontramos la esterilidad por fallo hipotalámico-hipofisiario. En este grupo se encuentran englobados el 10% de los trastornos ovulatorios. Se puede deber a una amenorrea hipotalámica (hipogonadismo hipoonadotropo), un fallo en la secreción de GnRH y que no haya gonadotropinas, mientras que la prolactina se mantiene a niveles normales. Se caracteriza por una pérdida de peso o ejercicio intenso.

- Grupo 2: estaríamos hablando de una disfunción hipotálamo hipófisis. Engloba el mayor porcentaje de trastornos ovulatorios, el 85%. En este caso la mayoría de las pacientes presentan síndrome de ovario poliquístico (SOP), que se trata de un trastorno de etiología incierta que lo presenta entre el 4 y 7% de las mujeres en edad reproductiva.

Para tratarse de un caso de SOP deben cumplirse al menos dos de los siguientes requisitos: anovulación/oligoanovulacón, signos clínicos y/o bioquímicos del hiperandrogenismo, ovarios poliquísticos observados en ecografía. Adicionalmente deben excluirse hiperplasia suprarrenal congénita, tumores secretantes de andrógenos e hiperprolactinemia.
Las manifestaciones clínicas del SOP son a consecuencia de una alteración en el proceso de crecimiento y selección folicular en los inicios del ciclo, que da lugar a una producción aumentada de andrógenos que podrá manifestarse clínicamente como hirsutismo, acné u distribución androide de la grasa.
La hiperinsulinemia o insulinorresistencia está presente en alrededor del 80% de las mujeres con SOP. Existe además una mayor incidencia de aborto espontáneo y complicaciones del embarazo. Adicionalmente existe un mayor riesgo a largo plazo de desarrollar diabetes mellitus tipo 2, hipertensión, problemas cardiovasculares y carcinoma endometrial.
- Grupo 3: en este grupo definimos el fallo ovárico, el cual es la causa principal de infertilidad relacionada con la edad. A este grupo pertenecen el 5% de los trastornos ovulatorios. Se caracteriza porque el ovario es incapaz de responder a la estimulación hipofisiaria. Las gonadotropinas están altas mientras que los estrógenos están bajos.

La endometriosis es otra causa de esterilidad femenina. Se caracteriza por la presencia de lesiones peritoneales: dismenorrea, dispareunia profunda, spotting premenstrual, formaciones anexiales por ecografía. Además se ven alterados mecanismos asociados a la fertilidad: distorsión de la anatomía pélvica, alteración de la función peritoneal, alteración de la función omonal del endometrio, anormalidades endocrinas y ovulatorias (fase lútea), disminución de la implantación.
Aunque no se puede explicar con facilidad todas las endometriosis, la teoría más plausible para explicarla es el flujo retrógrado de la regla y la implantación del tejido endometrial viable en distintas localizaciones del cuerpo. La otra teoría se basa en la metaplasia de células mesoteliales de la pleura y el peritoneo.
Al final pueden formar muchos quistes y hacer que el ovario deje de funcionar. El tratamiento para este caso puede implicar una quistectomía de endometrioma, siendo fundamental tener en cuenta el posible desea reproductivo para no dañar el tejido ovárico.
También el estilo de vida influye en la infertilidad. Existen diversos factores que pueden repercutir en un estilo de vida más o menos saludable y a su vez, afectar al grado de infertilidad de la persona. Nos encontramos los siguientes ejemplos:
- IMC: o índice de masa corporal. Un IMC normal, en el cual una persona es considerada como saludable, está en el intervalo de 18,5 - 25,5. Una mujer con un IMC>29 (obesidad de grado I) seguramente tenga más problemas para concebir. La dieta sana y el ejercicio rutinario mejorarían las posibilidades de concepción. Así mismo, una mujer con un IMC<19 (bajo peso) tenga los mismos problemas, debido en parte también a que este tipo de mujeres sufren de amenorreas o menstruaciones irregulares. La solución también sería una dieta saludable y ejercicio físico, pero con el fin de incrementar peso (dieta más calórica y ejercicios de incremento de masa muscular).
- Deporte. Tiene un efecto beneficioso sobre la fertilidad, siempre que se haga de manera moderada. Por tanto, en deportistas de alto rendimiento (federados), el deporte podrá influir negativamente en su fertilidad. Además, los deportistas que tomen sustancias dopantes, especialmente anabolizantes, sí produce un efecto negativo en su fertilidad.
- Sedentarismo. Este factor tiene un efecto negativo en la fertilidad.
- Alcohol: el consumo excesivo de alcohol influye negativamente a la hora de concebir. Esto ocurre tanto en hombres como mujeres.
- Tabaco: al igual que el alcohol, resulta perjudicial tanto en fumadores activos como pasivos en cuanto al grado de infertilidad que pueda tener la persona. En mujeres está comprobado y en los hombres no del todo, aunque se sabe que sí que reduce la calidad seminal, pero no hasta el punto de afectar en gran medida a la fertilidad de una pareja.
- Cafeína: no existen evidencias hasta el momento de que alimentos con basados en cafeína como el té, el café o algunos refrescos puedan influir en la fertilidad de hombres y mujeres. Aun así, el café al ser un estimulante puede favorecer la movilidad espermática (en dosis moderadas), favoreciendo la fertilidad.
- Otros: drogas, medicamentos, temperatura corporal, ciertos trabajos físicos, etc son ejemplos de factores que intervienen en cierta medida en la fertilidad de la pareja, pero no se ha estudiado su efecto de manera producente, por tanto no podemos tenerlos en cuenta de manera fiable.

No debemos pasar por alto la edad como causa de infertilidad. Es más acusada en mujeres que en hombres, debido a que durante la vida de una mujer, el número de óvulos está determinado desde el nacimiento, perdiéndose un número considerable hasta la llegada de la pubertad. En cambio, durante la vida de un hombre, los espermatozoides están en continua formación. Por todo ello, está estandarizado que la vida fértil de una mujer disminuya a partir de los 35 años, llegando a un pico importante a la edad de 40 años. Para los hombres, se ha visto que la edad también les influye, pero en menor medida y los estudios al respecto tampoco reflejan nada claro. 
Debido a este problema de la edad, cada vez son más frecuentes las visitas a técnicas de reproducción asistida, FIV y similares en parejas con síntomas de infertilidad. En nuestros tiempos, debido a factores socioeconómicos, la gente cada vez se estabiliza más tarde y tienen hijos a edades más avanzadas. 
Por último el factor anatómico, dentro de este podemos distinguir entre factor tuboperitoneal, factor uterino, factor endometrial y factor cervical.
- Factor tuboperitoneal: distinguimos obstrucciones parciales o totales de las trompas de falopio (hidrosalpinx), normalmente causadas por infecciones de transmisión sexual, peritonitis o endometriosis.
- Factor uterino: habitualmente se detecta por ecografía/histeroscopía. No suele ser causa frecuente de esterilidad porque a pesar de las muchas anomalías uterinas que podemos encontrar, la mujer puede seguir teniendo hijos siempre y cuando tenga cuello de útero.

La presencia de miomas (tumores benignos musculares) se pueden relacionar con problemas de aborto o implantación.
- Factor endometrial: se estudia por ecografía o con biopsia. Puede deberse a una tuberculosis genital.
- Factor cervical: se trata de una causa muy rara de esterilidad.

Otros trastornos también pueden ser la causa de la infertilidad femenina. Los abortos de repetición (pérdida de tres o más gestaciones consecutivas antes de la semana 20 de gestación) pueden deberse a causas genéticas (50%), síndrome antifosfolípido (15%) o a otras causas como alteraciones uterinas o trombofilias.

### Esterilidad masculina
En el caso del hombre podemos hablar de varios factores:
- Anomalías en la producción de espermatozoides: que se pueden deber a un fallo testicular primario, a un hipogonadismo hipogonadotropo (como microdeleciones del cromosoma Y, síndrome de Kallman o síndrome de Klinefelter) o daño testicular, ya sea anatómico por infección (paperas) o por toxinas.
- Presencia de gonodotoxinas: como pueden ser el calor, tabaco, radiación, metales pesados, pesticidas o drogas.
- Estimulación inadecuada de gonadotropinas: ya sea por causas genéticas (deficiencia aislada de gonadotropinas), efectos directos o indirectos de tumores hipotalámicos o hipofisiarios o el uso exógeno de andrógenos para tratar la andropausia o disfunciones sexuales del varón.
- Anomalías de la función de los espermatozoides: se puede deber a anticuerpos antiespermatozoides, inflamación del tracto genital, varicocele, meiosis anómala, anomalías bioquímicas (por ROS), fallos de unión a la zona pelúcida del espermatozoide o meiosis anómala.
- Obstrucciones en los conductos: tanto involuntarios como voluntarios. Dentro de los voluntarios encontramos la vasectomía, donde los espermatozoides son incapaces de ser expulsados en el eyaculado, y por lo tanto se degradan en los conductos por apoptosis. Otra causa sería la ausencia bilateral congénita de los deferentes. Para finalizar diremos que la última causa serían obstrucciones congénitas o adquiridas del epidídimo o de los ductos eyaculadores. Aquí podemos decir que de haber tenido una enfermedad como fibrosis quística, donde el epitelio del deferente acaba colapsando por el mucus acumulado en la enfermedad. Hay que decir que la esterilidad masculina es desafortunadamente es idiopática, es decir, no podemos asegurar su causa.
- Idiopáticas: desgraciadamente la mayoría de la infertilidad masculina es idiopática, es decir, se sabe que algo falla pero no se sabe exactamente que es, lo cual dificulta la imposición del tratamiento o dificulta la elección de la técnica de reproducción asistida más beneficiosa para tratar su infertiilidad.
Las anomalías pueden deberse a distintos factores, pero es importante resaltar que, al igual que en la mujer, el estilo de vida también afecta a la producción de espermatozoides. Así, se ha comprobado que el tabaco, el alcohol y el incremento de la temperatura escrotal afectan negativamente a la calidad seminal.

## Tratamiento
Inseminación artificial. Procedimiento por el que se introduce semen de forma artificial en el aparato reproductor femenino. Esta es la opción preferida antes de probar los métodos que se detallan a continuación.
Transferencia intratubárica de gametos. Técnica por la que se obtienen varios óvulos de la mujer y, sin fecundar, se reimplantan junto con el esperma en la trompa de Falopio mediante un laparoscopio (instrumento de exploración abdominal) a través de pequeñas incisiones en el abdomen.
Inyección Intracitoplasmática de espermatozoides. En este método se inyecta en el óvulo un único espermatozoide.
Fecundación in vitro. Para realizarla, se extraen algunos óvulos de los ovarios y se fecundan fuera del cuerpo. Los embriones resultantes se transfieren al útero materno a través del cuello uterino.
Transferencia intratubárica de cigotos. A través de una pequeña incisión abdominal se implanta en la trompa de Falopio de la paciente un óvulo suyo previamente extraído y fecundado fuera del organismo.